# Сараево-Главная
Сараево-Главная (босн. Sarajevo-Glavna) — железнодорожная станция Боснийских железных дорог, расположенная в столице Боснии и Герцеговины Сараево.

## Описание
Станция располагается в северной части города, в трёх километрах от центра. Вокзал является самым крупным и важным в стране.
Возле вокзала есть трамвайная остановка, на которой останавливаются трамваи 1 и 4 маршрутов.

## История
Здание вокзала было построено в 1882 году во времена Австро-Венгерской империи.
В 1950 году здание было перестроено под руководством чехословацкого архитектора Богдана Стойкова.
В 1990-е годы во время войны в Югославии вокзал перестал отправлять международные поезда.
В 2009 году между Сараево и Белградом возобновилось железнодорожное сообщение.

## Галерея

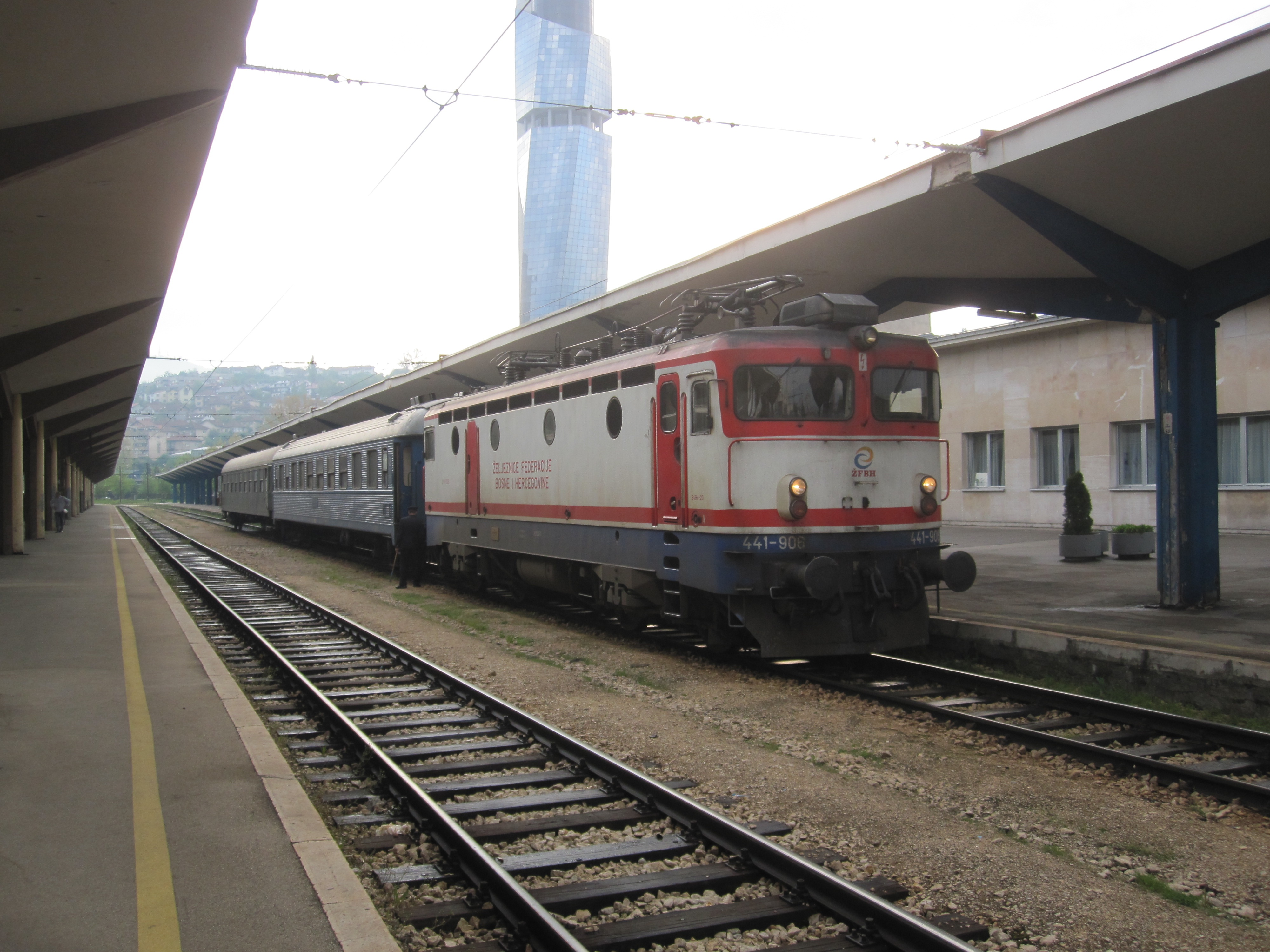
Поезд дальнего следования на платформе.
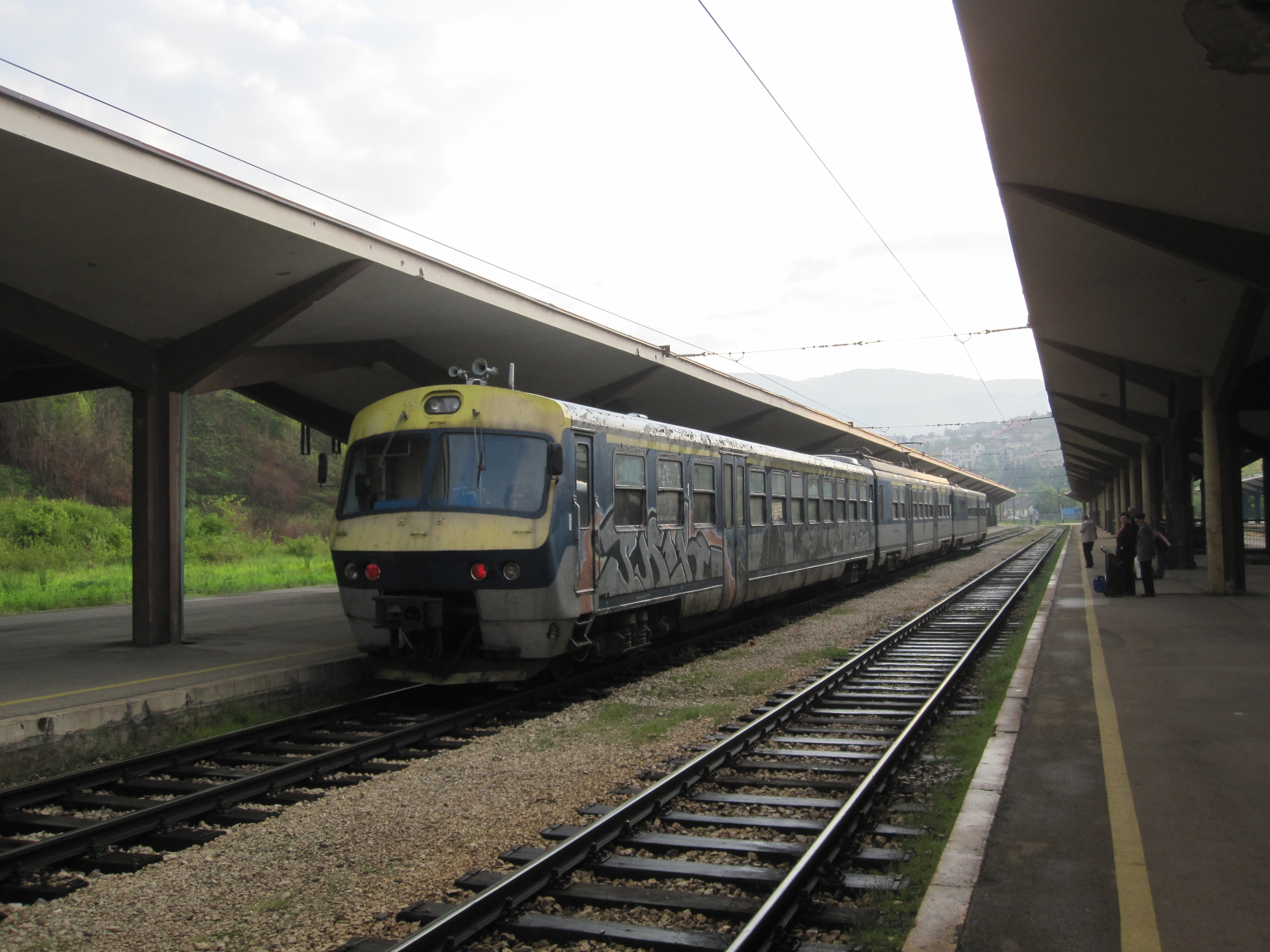
Пригородный поезд отправляется с платформы.
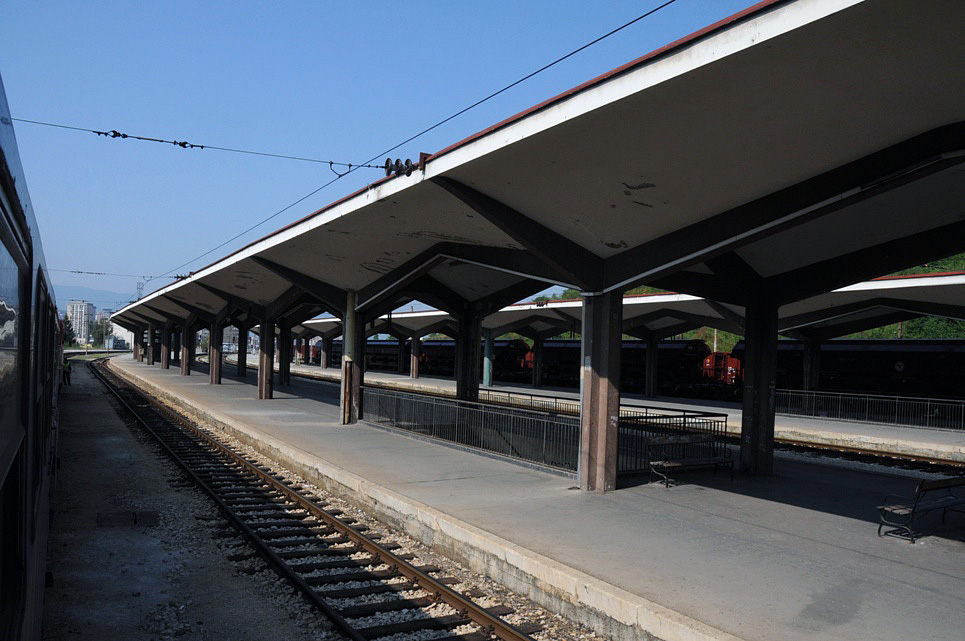
Вид на платформы с отправляющегося поезда.
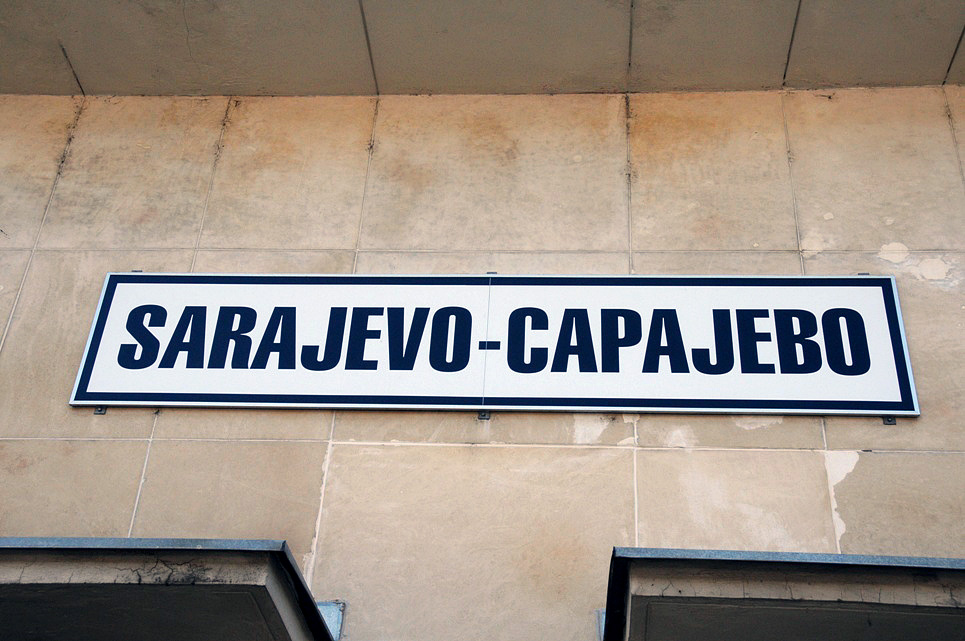
Табличка с названием станции на боснийском и сербском языках.
Зал ожидания.
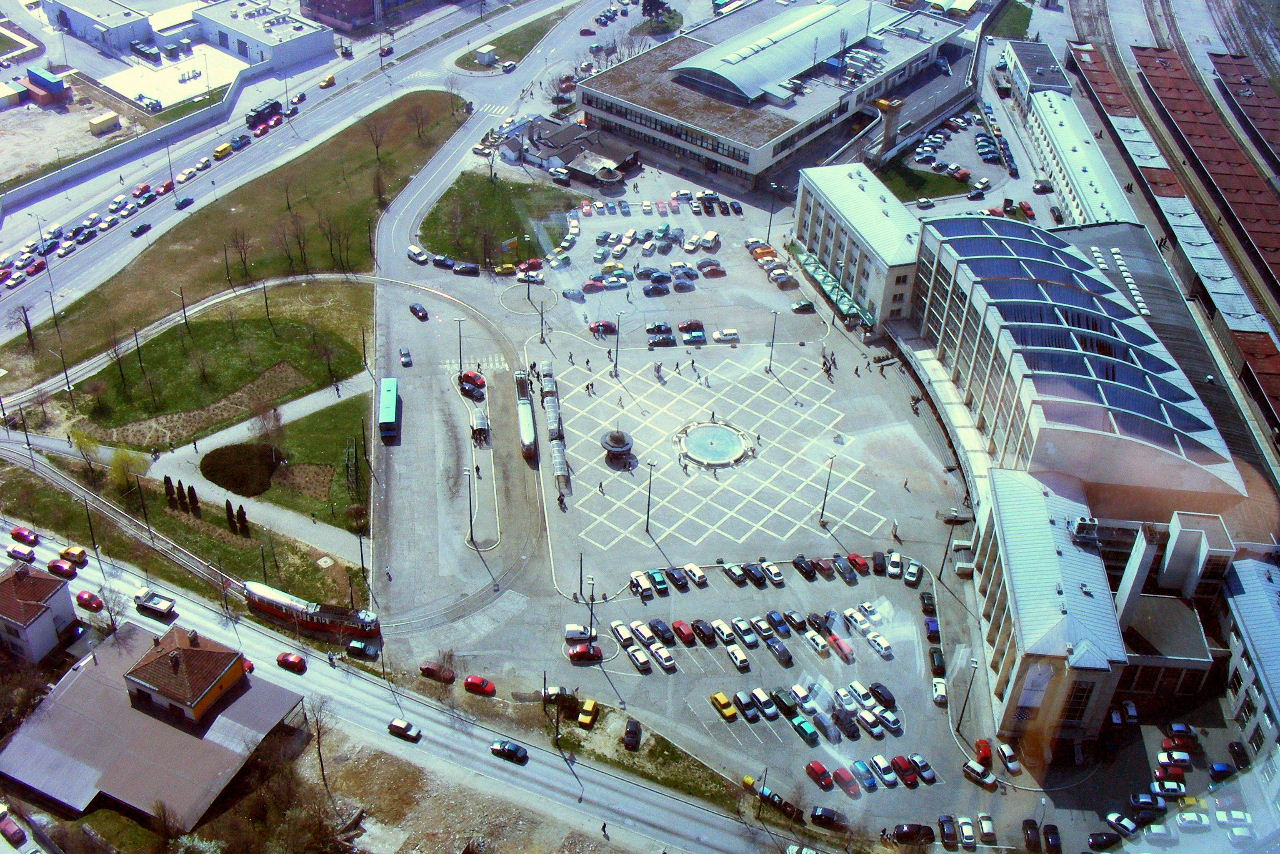
Вид на вокзальный комплекс с высоты птичьего полёта.
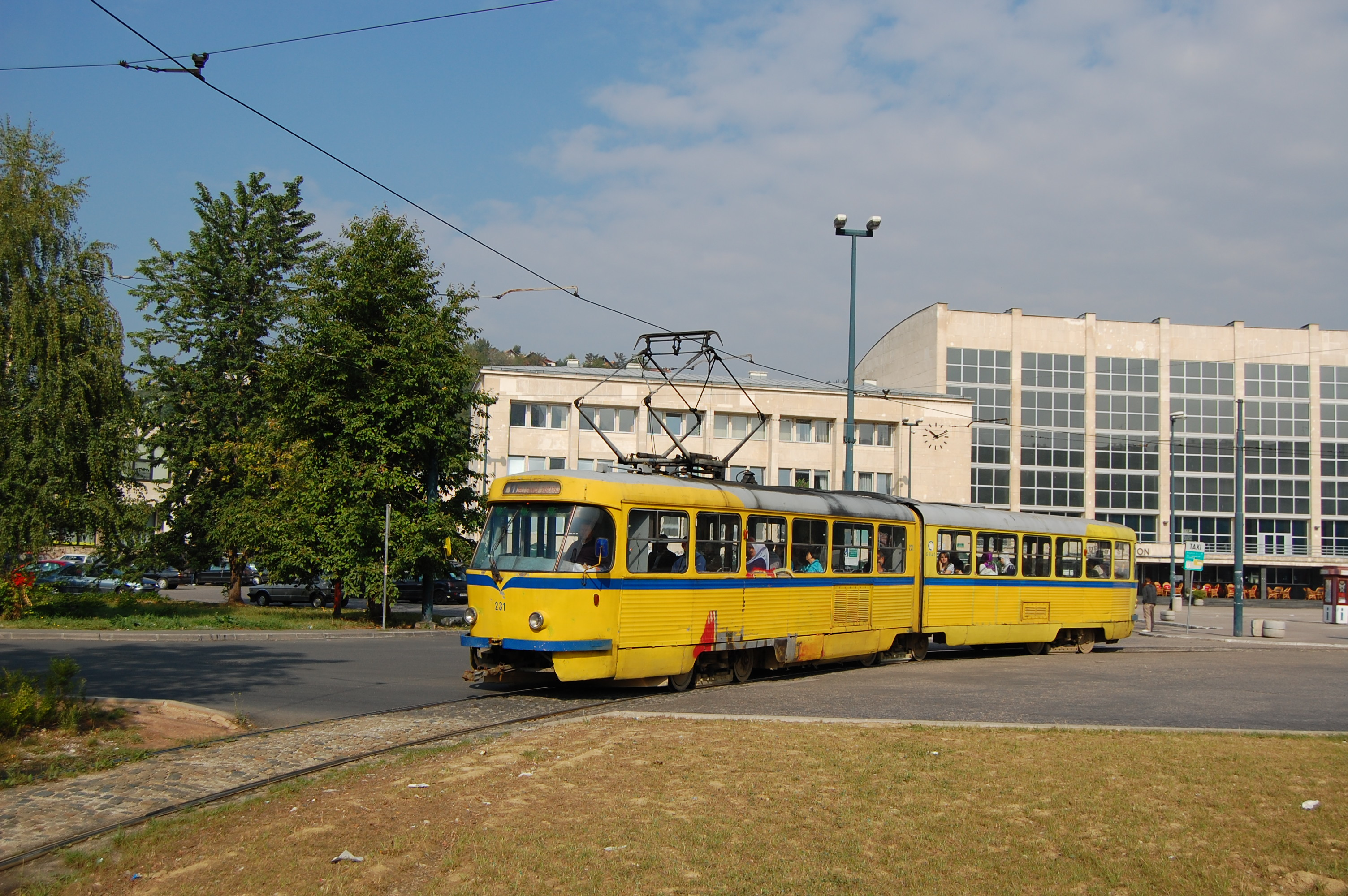
Трамвай отправляется от остановки «Железнодорожный вокзал».
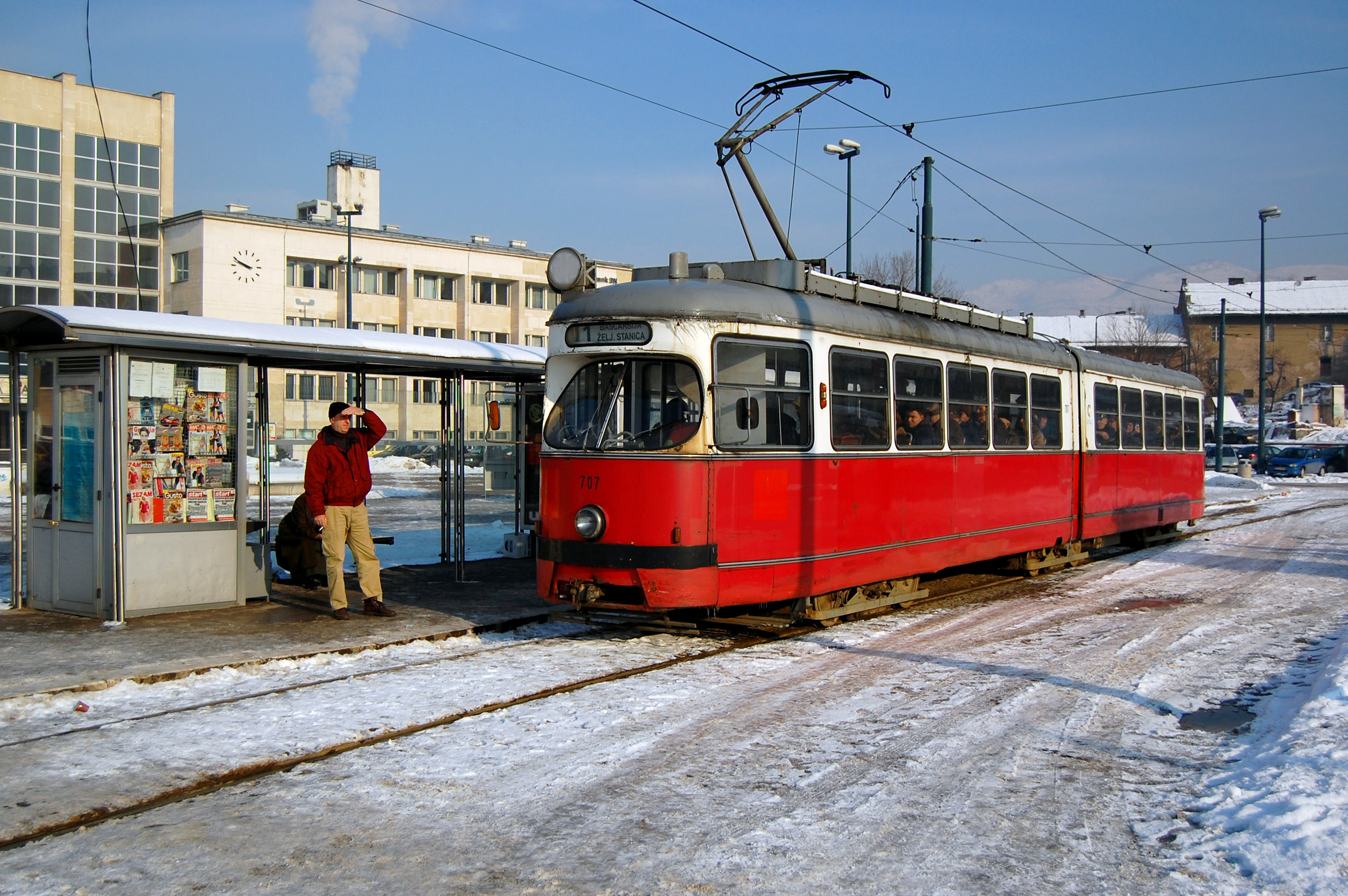
Трамвай на остановке зимой.